# Världsmästerskapen i fäktning 1962
Världsmästerskapen i fäktning 1962 arrangerades mellan den 16 och 28 juli 1962 i Buenos Aires i Argentina. Det var den 17:e upplagan av världsmästerskapen i fäktning och den första upplagan av mästerskapet som hölls i Sydamerika.

## Medaljörer

### Herrar
| Gren                  | Guld | Silver                                                                                          | Brons |
| Florett, individuellt | German Svesjnikov Sovjetunionen                                                                          | Witold Woyda Polen                                                                              | Jürgen Brecht Västtyskland                                                                                                   |
| Florett, lagtävling   | Sovjetunionen German Svesjnikov Jurij Sisikin Mark Midler Viktor Zjdanovitj Jurij Osipov Jevgenij Rjumin | Ungern József Gyuricza Jenő Kamuti László Kamuti Kazmer Pacsery József Sákovics Sándor Szabó    | Polen Egon Franke Henryk Nielaba Janusz Różycki Zbigniew Skrudlik Ryszard Parulski Witold Woyda                              |
| Sabel, individuellt   | Zoltán Horváth Ungern                                                                                    | Jerzy Pawłowski Polen                                                                           | Claude Arabo Frankrike |
| Sabel, lagtävling     | Polen Jerzy Pawłowski Wojciech Zabłocki Andrzej Piątkowski Emil Ochyra Egon Franke                       | Ungern Péter Bakonyi József Gyuricza Zoltán Horváth Tamás Mendelényi Miklós Meszéna Tibor Pézsa | Sovjetunionen Umar Mavlichanov Nugzar Asatiani Lev Kuznetsov Mark Rakita Jakov Rylskij Valerij Zjitnyj                       |
| Värja, individuellt   | István Kausz Ungern                                                                                      | Tamás Gábor Ungern                                                                              | Yves Dreyfus Frankrike |
| Värja, lagtävling     | Frankrike Yves Dreyfus Jack Guittet Gérard Lefranc Claude Bourquard                                      | Sverige Göran Abrahamsson Ivar Genesjö Hans Lagerwall Orwar Lindwall John Sandwall              | Sovjetunionen Arnold Tjernusjevitj Valentin Tjernikov Bruno Habārovs Dmitrij Ljulin Aleksej Nikantjikov Aleksandr Pavlovskij |

## Medaljtabell
| Nr                  | Nation              | Guld | Silver | Brons | Totalt |
| ------------------- | ------------------- | ---- | ------ | ----- | ------ |
| 1                   | Ungern (HUN)        | 3    | 3      | 1     | 7      |
| 2                   | Sovjetunionen (URS) | 2    | 2      | 2     | 6      |
| 3                   | Polen (POL)         | 1    | 2      | 1     | 4      |
| 4                   | Frankrike (FRA)     | 1    | 0      | 2     | 3      |
| 5                   | Rumänien (ROM)      | 1    | 0      | 0     | 1      |
| 6                   | Sverige (SWE)       | 0    | 1      | 0     | 1      |
| 7                   | Italien (ITA)       | 0    | 0      | 1     | 1      |
| 7                   | Västtyskland (FRG)  | 0    | 0      | 1     | 1      |
| Totalt (8 nationer) | Totalt (8 nationer) | 8    | 8      | 8     | 24     |